# Ludwig Bauer
Ludwig Bauer (ur. 16 lutego 1923 w Künzelsau, zm. 20 maja 2020 w Rimini) – porucznik Wehrmachtu podczas II wojny światowej, dowódca wielu bitew podczas wojny.

## II wojna światowa
Postać Bauera została wykorzystana do serialu telewizyjnego Greatest Tank Battles w odcinku 7 sezonu 2. W programie Bauer opisuje swoje doświadczenia jako członka załogi Panzer od szkolenia do chrztu bojowego 9 Dywizji Pancernej w bitwie pod Moskwą. Potem Bauer powrócił do jednostki ofensywnej na Kaukazie. Kiedy 9 Dywizja Pancerna została przeniesiona na front zachodni, Bauer ponownie był w środku akcji Ofensywy w Ardenach, dowodząc działami pancernymi StuG 2 Dywizji Pancernej na wschodnim brzegu rzeki Moza. Bauer dowodził czołgiem Panthera, jego czołg został umieszczony na przednim zwiadzie, jednak kiedy Bauer zasnął w czołgu, do akcji wkroczyli żołnierze amerykańscy. Niemieckie oddziały, myląc czołgi, oddały strzał do Panthery z Bauerem w środku, jednak udało mu się wyskoczyć z płonącego czołgu.
Za wyjątkową odwagę w największych pancernych bitwach uhonorowano go Krzyżem Rycerskim Krzyża Żelaznego, jednym z najwyższych odznaczeń III Rzeszy.

## Nagrody i odznaczenia
- Krzyż Żelazny (1939)
  - II Klasa
  - I Klasa
- Odznaka za Rany (1939)
  - Czarna
  - Srebrna
  - Złota
- Panzer Badge
- Medal za Kampanię Zimową na Wschodzie 1941/1942
- Krzyż Rycerski dnia 29 kwietnia 1945 roku jako porucznik i dowódca I./Panzer-Regiment 33[3]